# مرس بافی
مَرَس بافی (به انگلیسی: Maras bafi یا Mrs Weaving) (با شناسه استاندارد رشته ۱/۱/۹۹/۵۴-۷) یکی از رشته‌های صنایع دستی ایرانی است. مرس خود یکی از لباس‌های محلی در منطقه کرمانشاه و از صنایع دستی تزیینی-کاربردی ایران است که در زیر مجموعه گروه نساجی سنتی قرار می‌گیرد.

## مواد اولیه
ماده اصلی و اولیه آنچه در تار و چه در پود، موی بز است که به صورت خودرنگ آن شامل قهوه‌ای، مشکی، سفید و خاکستری تهیه می‌شود.

## ابزار کار
برای بافت مَرَس به دستگاه نخ ریسی ساده برای ریسیدن موی بز و سپس به دستگاه دو وَردی یا چهار وَردی ساده نساجی سنتی برای بافتن آن نیاز است.

## روش و مراحل تولید
ابتدا موی بز با ظرافتی خاص ریسیده می‌شود و بعد از چله‌کشی پارچه را در ابعاد ۲۰۰ در ۱۰ سانتیمتر می‌بافند. آنگاه این قطعات باریک را به هم می‌دوزند تا پارچه‌ای مناسب برای برش و دوخت لباس محلی مَرَس آماده شود.

## موارد مصرفی
از آنجا که منطقه کرمانشاه به‌خصوص مناطق پاوه و اورامانات از نظر جغرافیایی و آب و هوایی، کوهستانی و سرد است؛ این لباس محلی به جهت کاربرد موی بز در گرم نگهداشتن فرد مؤثر است. همچنین موی بز دافع حشرات گزنده و دوام پارچه است.